# Orthonyx
Orthonyx is een geslacht van zangvogels in de familie Orthonychidae. 

## Verspreiding en leefgebied
Alle drie soorten zijn endemische soorten uit Australië en Nieuw-Guinea. De Australische stronkloper (Orthonyx temminckii) is een voornamelijk op de grond levende, kleine vogel die voorkomt in zuidoostelijk Australië. De Nieuw-Guinese stronkloper (Orthonyx novaeguineae) werd lange tijd beschouwd als een ondersoort uit Nieuw Guinea van de Australische stronkloper. De zwartkopstronkloper (Orthonyx spaldingii) is groter en komt voor in noordoostelijk Queensland.

## Taxonomie
Dit geslacht vormt een aparte clade binnen de oscine zangvogels. De naam stronkloper is ontleend aan het Engels (logrunner).  Er zijn drie soorten:
- Orthonyx novaeguineae  – Nieuw-Guinese stronkloper
- Orthonyx spaldingii  – Zwartkopstronkloper
- Orthonyx temminckii  – Australische stronkloper